# 上霍雷費利施托克山
46°40′9.9″N 08°28′30.4″E / 46.669417°N 8.475111°E
上霍雷費利施托克山（Hoch Horefellistock），是瑞士的山峰，位於該國中部，由烏里州負責管轄，屬於烏里山的一部分，海拔高度3,175米，每年平均降雨量2,385毫米。